# Cryptodifflugia paludosa
Cryptodifflugia paludosa is een soort in de taxonomische indeling van de Amoebozoa. Deze micro-organismen hebben geen vaste vorm en hebben schijnvoetjes. Met deze schijnvoetjes kunnen ze voortbewegen en zich voeden. Het organisme komt uit het geslacht Cryptodifflugia en behoort tot de familie Cryptodifflugiidae. Cryptodifflugia paludosa werd in 1981 ontdekt door Vassil Golemansky.